# Plackenhohn
Plackenhohn ist ein Ortsteil der Gemeinde Eitorf im Rhein-Sieg-Kreis.

## Lage
Plackenhohn liegt im Nutscheid auf einer Höhe von 224 bis 247 m ü. NHN. Nachbarorte sind die Weiler Wilkomsfeld im Westen, Hönscheid und Nannenhohn auf der anderen Talseite.

## Einwohner
1845 hatte der Weiler 42 katholische Einwohner in acht Häusern.
1888 wohnten hier 36 Bewohner in sieben Häusern.
1901 gab es die Haushalte Näherin Catharina Müller, Ackerin Witwe Heinrich Müller, zwei Ackerer Anton Schmitz, Ackerer Heinrich Schmitz, Ackerer Johann Schmitz, Näherin Margarethe Schmitz und Ackerer Philipp Schmitz.
1925 waren in Plackenhohn acht Haushalte verzeichnet, alle von den Familien Müller und Schmitz.